# Saint-Sériès
Saint-Sériès là một xã thuộc tỉnh Hérault trong vùng Occitanie phía nam nước Pháp.